# Lekkoatletyka na Letnich Igrzyskach Paraolimpijskich 2004 – bieg na 200 metrów kl. T36 mężczyzn
W biegu na 200 metrów kl. T36 (zawodnicy stojący z porażeniem mózgowym) mężczyzn podczas Letnich Igrzysk Paraolimpijskich 2004 rywalizowało ze sobą 7 zawodników.

## Wyniki

### Finał
| Poz. | Zawodnik           | Narodowość                   | Rezultat | Uwagi |
| ---- | ------------------ | ---------------------------- | -------- | ----- |
| 1    | So Wa Wai          | Hongkong                     | 25.15    | PR    |
| 2    | Andrij Zhyltsov    | Ukraina                      | 25.75    |       |
| 3    | Graeme Ballard     | Wielka Brytania              | 25.78    |       |
| 4    | Marcin Mielczarek  | Polska                       | 25.86    |       |
| 5    | Panagiotis Manetas | Grecja                       | 26.06    |       |
| 6    | Che Mian           | Chiny                        | 26.16    |       |
| 7    | Ahmed Hassan       | Zjednoczone Emiraty Arabskie | 26.62    |       |